# John Paul Strain
John Paul Strain, född 1955, är en amerikansk historiemålare som skapar hyperrealistiska målningar med patriotiska scener från den amerikanska historien.
Till John Paul Strains favoritmotiv hör Vilda västern, det amerikanska inbördeskriget och Dagen D. De är ofta beställda av offentliga institutioner som den amerikanska försvarsmakten eller nationalparksförvaltningen.